# Ungdomshuset
Ungdomshuset (v doslovném překladu „Dům mladých“) bylo jméno budovy stojící v Kodani na adrese Jagtvej 69, Nørrebro, jež v letech 1982 až 2007 fungovala jako centrum undergroundové hudební scény a místo setkávání různých anarchistických a levicových skupin. Vzhledem k neoblomnosti kodaňské radnice stejně jako aktivistů, kteří objekt obsadili, byl však dům již od poloviny 90. let předmětem vášnivých diskusí.
Policie zahájila vyklízení budovy časně ráno, cca v 7.00, ve čtvrtek 1. března 2007. V pondělí 5. března 2007 v 8.00 započala demolice objektu, která byla kompletně dokončena o tři dny později.

## Historie
Budova byla dokončena 12. listopadu 1897 pod jménem „Folkets hus“ (Dům lidu). Dům sloužil jako jedno ze středisek právě vznikajícího kodaňského hnutí pracujících. Vzhledem k tomu, že organizace pracujících nebyly příliš oblíbené v očích úřadů a byla proti nim často podnikána opatření, musely si samy stavět svá sídla — Folkets Hus byl čtvrtým takovým. V budově Folkets hus byla naplánována celá řada zasedání a schůzí. Dům sehrál podstatnou rolí ve velké demonstraci proti nezaměstnanosti v roce 1918, kdy dělníci obsadili kodaňskou burzu (Børsen). V roce 1910 uspořádala v domě Druhá internacionála Mezinárodní konferenci žen a vyhlásila 8. březen Mezinárodním dnem žen.
Až do 50. let sídlily v budově nadále především různé odnože, spolky a unie dělnického hnutí, ačkoli zde probíhaly i rozmanité další aktivity, mimo jiné boxerské zápasy a závěrečné bály plesové sezóny.
O několik let později byl Folkets koupen dánským řetězcem supermarketů Brugsen se záměrem objekt zbořit a postavit na jeho místě supermarket. To však městská správa z důvodu historického významu místa zakázala. Firma Brugsen pozemek v roce 1978 odprodala folkové kapele Tingluti. Ta byla o pár let později z finančních důvodů nucena prodat dům městu Kodani. Tehdejší cena činila 700 000 DKK, což odpovídá 57 285 USD (v hodnotě z roku 1978).
V roce 1982 byl Folkets předán do správy skupině mladých lidí — původních zakladatelů Ungdomshusetu — přestože budova nadále zůstávala ve vlastnictví města Kodaně. Tehdy dům dostal své dnešní jméno: Ungdomshuset.
V lednu 1996 byl Ungdomshuset zpustošen požárem a přišlo se na to, že je napaden plísněmi a rzí. Město Kodaň naplánovalo renovaci objektu z bezpečnostních důvodů, narazilo však na odpor squatterů.
V roce 1999 vyhlásilo město, že dům bude prodán nejvyšší nabídce, v důsledku sporů ohledně renovace budovy a odmítnutí obyvatel platit nájem, který byl sjednán v původní smlouvě. Tento krok vedl uživatele budovy k tomu, že na fasádě vyvěsili nápis: „Na prodej včetně 500 nezávislých psychopatů z pekla házejících kameny.“. Navzdory tomuto varování budovu v prosinci 2000 zakoupila společnost jménem Human A/S (převod vlastnictví však proběhl teprve v roce 2001). Společnost Human A/S následně koupila nezávislá křesťanská sekta „Faderhuset“. Squatteři však dům odmítli opustit. Až do 1. března 2007 mladí squatteři pokračovali v užívání domu, jako by žádná změna vlastníka neproběhla. Noví majitelé nebyli vůbec vpouštěni dovnitř.

### Nedávná kontroverze

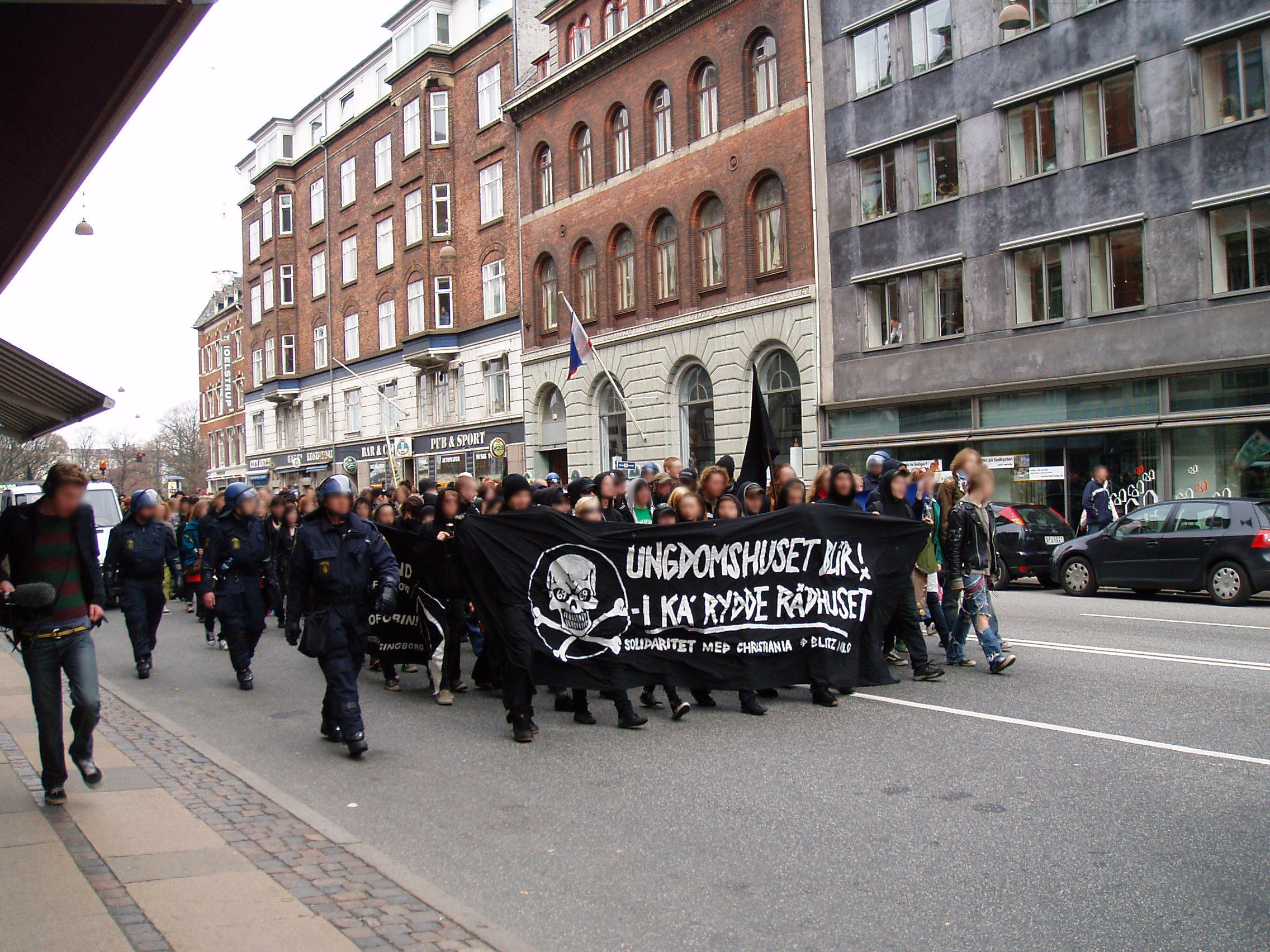
Demonstrace 1. května 2006

V srpnu 2003 podala náboženská skupina Faderhuset na uživatele domu Ungdomshuset žalobu požadující možnost výkonu vlastnického práva k budově. V prosinci téhož roku začalo u vrchního soudu hrabství Kodaň soudní přelíčení.
Dne 7. ledna 2004 byl vynesen rozsudek, v němž se konstatuje, že Faderhuset je v právu ve své žalobě proti čtyřem aktivistům (nikoli tedy celému Ungdomshusetu). Ungdomshuset funguje bez hierarchické správní struktury, nelze ho tedy považovat za organizaci. Soud však odmítl požadavek sekty Faderhuset na náhradu škody.
Obě strany se proti rozhodnutí odvolaly. Faderhuset s požadavkem náhrady škody a Ungdomshuset se žádostí o právo na budoucí užívání domu. Dne 28. srpna 2006 rozhodl Národní soud stejně jako Městský soud: že vlastnické právo k Ungdomshusetu a právo na jeho užívání patří sektě Faderhuset a ta je oprávněna vykázat obyvatele.
Podle tohoto rozhodnutí měli obyvatelé opustit dům 14. prosince 2006 v 9:00 ráno. Možnost předložit případ Nejvyššímu soudu byla Ungdomshusetu zamítnuta, takže v rámci právního systému již nezbývaly žádné další možnosti. Policie však prohlásila, že aktivisty vystěhuje až v roce 2007.
Aktivisté dům odmítli opustit a zabarikádovali se v něm. Kromě toho rozeslali různým autonomním skupinám po celém světě otevřený dopis obsahující větu:: „Výtržníci z celého světa, vítáme vás!“ V něm žádali o pomoc s obranou domu v případě nuceného vystěhování.
12. prosince odmítla sekta Faderhuset nabídku nadace „Jagtvej 69“ na odkoupení domu za 13 miliónů DKK (asi 2 mil. EUR).
Dne 16. prosince, okolo 20.00, demonstrovalo v Kodani přibližně 2000 aktivistů, někteří z nich cizinci, na podporu Ungdomshusetu. Demonstrace nebyla předem oznámena policii, takže byla podle dánského právního řádu ilegální. Mnoho demonstrantů mělo také na obličejích masky nebo na hlavách helmy, což je v Dánsku při demonstracích zakázáno. Demonstrace se zvrhla v nejhorší veřejné nepokoje v Dánsku za mnoho let (dle vyjádření policie). Policisté použili slzný plyn, což je v Dánsku velmi vzácné. Prostor, kde k události došlo, byl zpustošen, později následovalo loupení. Došlo ke zranění policistů i demonstrantů.
Do rána bylo zatčeno zhruba 300 lidí. Většina z nich byla opět propuštěna následující den 17. prosince. Celkový počet demonstrantů patří k největším v rámci jedné události v Dánsku od 2. světové války. Zuřivost demonstrantů popsali policisté jako nejhorší od 18. května 1993, kdy bylo při jiné násilné demonstraci pořádané extrémní levicí (proti členství Dánska v EU) zraněno 92 policistů a 11 demonstrantů. Policejní mluvčí pro styk s veřejností charakterizoval autonomní demonstranty jako „fašistickou organizaci“, která se neváhá uchýlit k „násilí a vandalismu“.

### Vyklizení

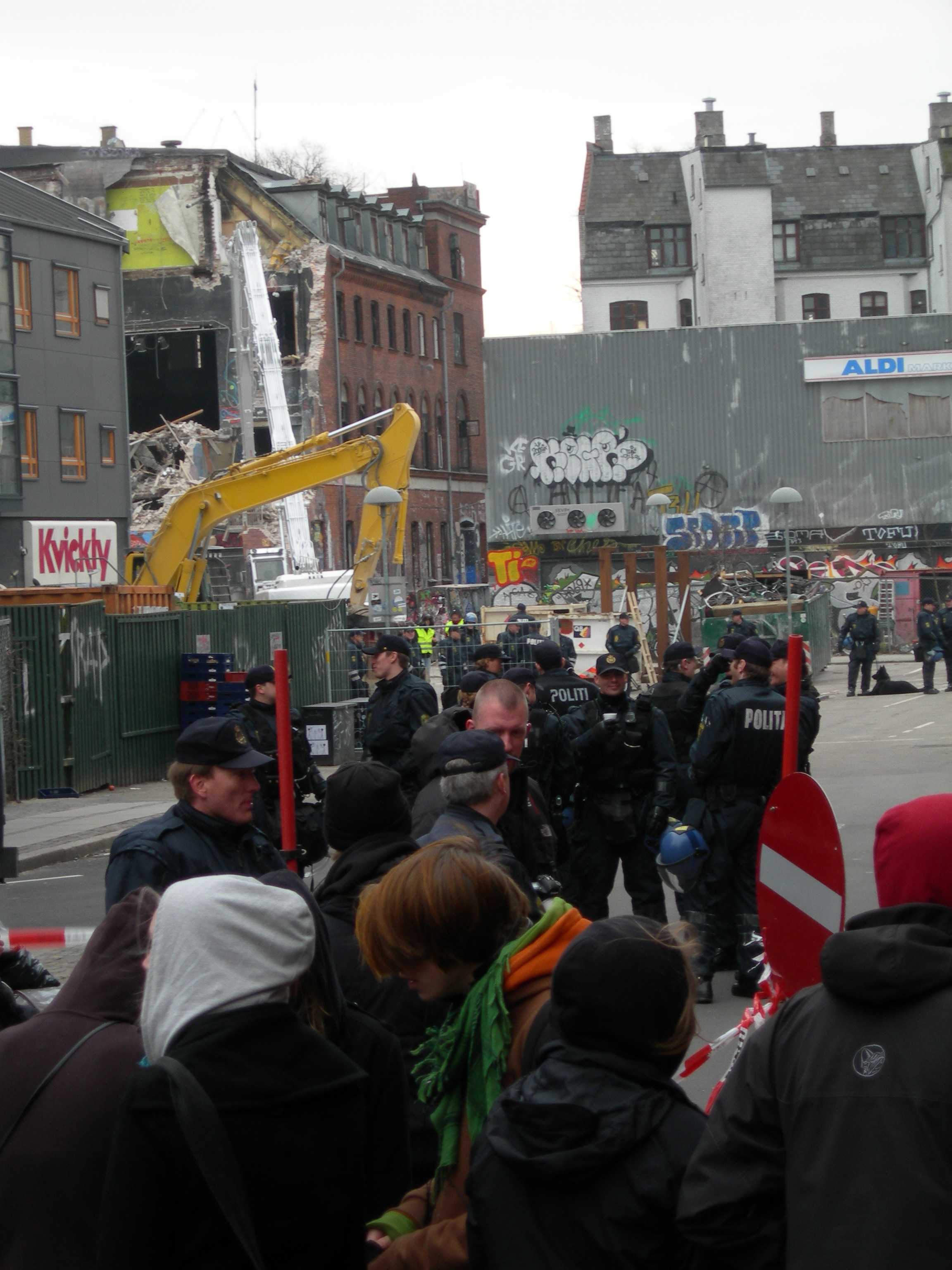
Demolice zadní části Ungdomshusetu 5. března 2007

1. března 2007 kolem 7:00 hodin ráno bylo zahájeno vyhánění obyvatel z Ungdomshusetu. Okolí budovy, kruh o poloměru 50 metrů, bylo uzavřeno. Budova byla dobyta za pomoci vojenského vrtulníku, speciálního hasičského vozu používaného na letištích a dvou ramenových jeřábů, jež byly užity jako moderní obléhací věže. Speciální jednotky vnikly do domu ze střechy, okny i ze země. Zároveň byla budova postříkána hasičskou pěnou, aby se snížila účinnost případných protiútoků molotovovými koktejly. Po skončení akce podporovatelé Ungdomshusetu vyhlásili: „buď Ungdomshus nebo bitva o Ungdomshus — vyklizení nebude nikdy odpuštěno“. Propukly nepokoje, včetně zablokování Nørrebrogade, hlavní ulice čtvrti Nørrebro. V oblasti obklopující Freetown Christiania a v oblasti jižně od Nørrebrogade byly založeny požáry. Pořádková policie v průběhu nepokojů několikrát použila slzný plyn.
3. března 2007 proběhly mimo Ungdomshuset další výtržnosti. V 00:36 místního času již byla nepokoji zachvácena celá oblast Nørrebro. Další se odehrávaly v okolí prostoru Freetown Christiania. Výtržníci budovali barikády z automobilů a nádob na odpady. Vozidla a kontejnery také zapalovali. Oheň se rozšířil i do blízké mateřské školky, byl však rychle uhašen. V jedné střední škole byla vybrakována knihovna a mediální učebna a knihy a počítače byly spáleny na ulici. Výše škod se odhaduje na přibližně jeden milion dánských korun (135 000 euro).
Ráno 3. března 2007 vtrhla policie na 6 až 8 adres v Nørrebru a pokusila se tak najít a deportovat zahraniční aktivisty. Přestože hlavním cílem byli cizinci, mezi zatčenými je mnoho Dánů. Členové skupiny zajišťující právní podporu Ungdomshusetu (retsgruppen) jsou údajně mezi zatčenými, policie však tvrdí, že pokud tomu tak je, jedná se o „naprostou náhodu“.
Demolice Ungdomshusetu byla zahájena 5. března 2007 v 8.00. Demoliční jeřáb zahájil práci zezadu, od horního patra. Jeřáb byl přestříkán sprejem a všichni dělníci nosili masky, aby je nebylo možno identifikovat. Sdružení podporující Ungdomshuset se na místě snažilo přesvědčit dělníky, aby zastavili práci a prozradili, pro jakou společnost pracují. V 10 hodin nařídil Dánský úřad pro kontrolu pracovního prostředí přerušení prací z důvodu obav týkajících se prachu a přítomnosti azbestu. Demolice pokračovala od 11 hodin. V 16.00 již byla zbořena přibližně jedna třetina domu. Demolice byla živě přenášena webovou kamerou na stránkách TV2 News.